# Trinidad (eiland)

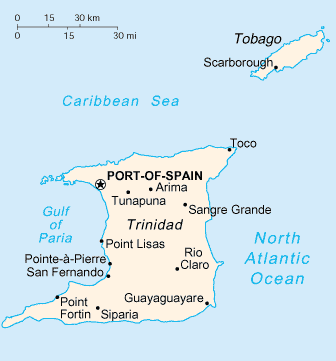
Kaart van Trinidad en Tobago

Trinidad is het grootste van de twee eilanden die het land Trinidad en Tobago vormen. Het behoort tot de Kleine Antillen, en is hier het grootste eiland van.

## Geografie
Trinidad heeft een oppervlakte van 4828 km² en een bevolking van 1.050.000 inwoners. De hoofdstad is Port of Spain met 300.000 inwoners.
Trinidad ligt 11 km ten noorden van Venezuela en ligt 30 km zuidelijk van Tobago. Het klimaat is tropisch. Er valt ongeveer 200 cm regen per jaar en er zijn twee seizoenen: het regenseizoen van juni tot januari en het droge seizoen van januari tot juni.

## Geschiedenis
De eerste menselijke samenlevingen op Trinidad en Tobago zijn meer dan 7000 jaar oud. De eerste bewoners van Trinidad waren waarschijnlijk afkomstig uit noordoostelijke Zuid-Amerika en zijn rond 4000 v.Chr. in Trinidad aangekomen. Deze eerste bewoners worden aangeduid als de Archaiers of Ortorioden. Deze bevolking domineerde het gebied tot ongeveer 200 v.Chr..
Vanaf ongeveer 250 v.Chr. betraden de Saladoiden Trinidad en Tobago. Na 250 betrad een derde groep, de Barrancoiden de eilanden. Rond het jaar 650 betrad een nieuwe groep, de Arauquinoide de eilanden. Rond 1300 arriveerde de vijfde en laatste precolumbiaanse bevolking op Trinidad en Tobago.
Het eerste contact met Europeanen vond plaats in 1498 toen Christoffel Columbus op het eiland aankwam. Hij noemde het toen La Trinidad, vernoemd naar de drie pieken op het eiland.
In de achttiende eeuw kwam Trinidad in Britse handen, en in 1888 werd het met Tobago tot één kolonie samengevoegd. Als deel van de West-Indische Federatie werden de eilanden in 1958 onafhankelijk. De hoofdstad hiervan - Chaguaramas - werd op dit eiland gebouwd. In 1962 namen ze de naam Republic of Trinidad and Tobago aan.

## Economie
Trinidad heeft de grootste bron van natuurlijk asfalt ter wereld, en heeft een oliebron waaruit sinds 1867 olie wordt gewonnen. Verder wordt er suikerriet en cacao verbouwd.
Sinds de oliecrisis van de jaren zeventig is toerisme een belangrijke inkomstenbron. Het carnaval, op Trinidad mas geheten, is wereldberoemd. Op Witte Donderdag vindt een 'parade of bands' plaats.

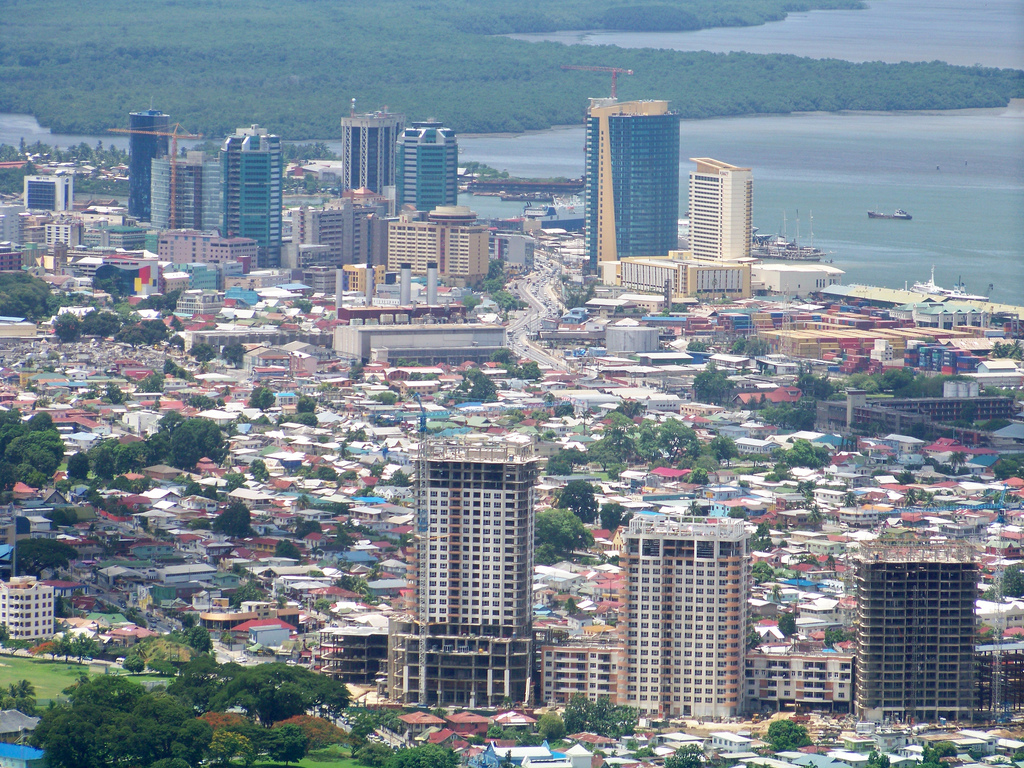
Port of Spain
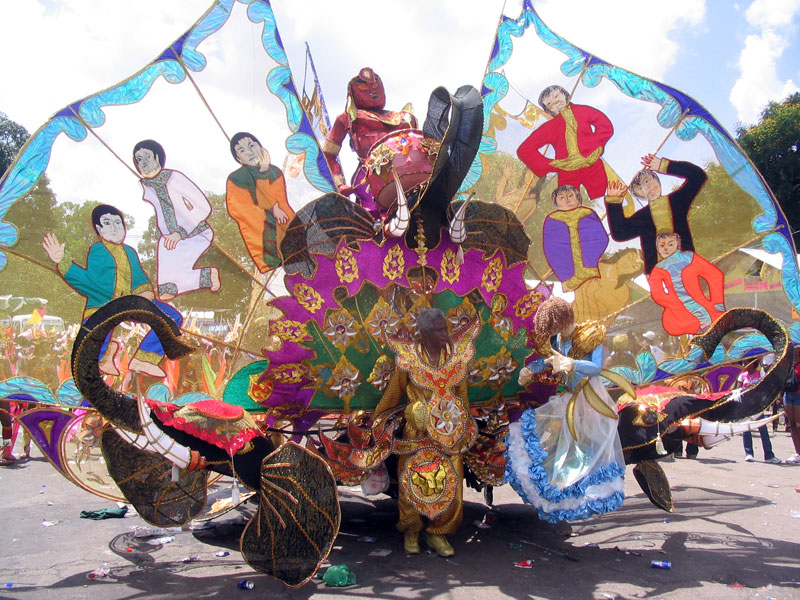
Carnaval op Trinidad
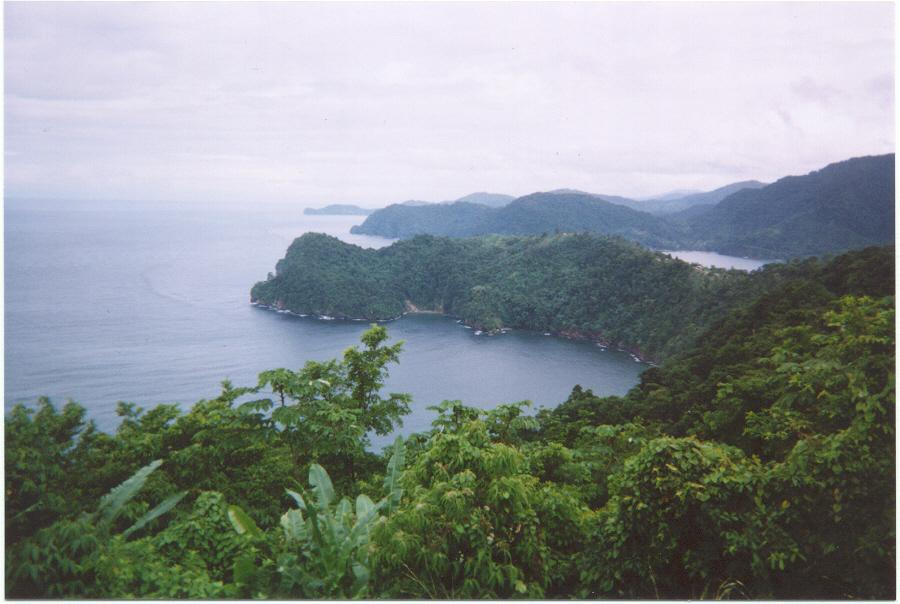
Uitkijkpunt bij Maracas Beach